# Arachniopsis diplopoda
Arachniopsis diplopoda là một loài Rêu trong họ Lepidoziaceae. Loài này được Pocs mô tả khoa học đầu tiên năm 1984.